# بازار ثانویه
بازار ثانویه (به انگلیسی: Secondary market) بازار ثانویه محل داد و ستد اوراق منتشر شده در بازار اولیه است و حجم معاملات در این بازار، نسبت به بازارهای اولیه بسیار بیشتر است. در این بازار تغییرات قیمت‌ها شکل می‌گیرد و اوراق بهادار، بارها و بارها در آن داد و ستد می‌شود. نمونه‌ای از بازار ثانویه، بورس اوراق بهادار تهران است. تفاوت آن با بازار اولیه در این است که در بازار اولیه، سهام مستقیماً به سرمایه‌گذار فروخته می‌شود.
در اقتصادهای توسعه یافته برای سایر انواع اوراق بهادار نیز بازار ثانویه‌ای موجود است، برای مثال وقتی‌که صندوق‌های سرمایه‌گذاری، بانک‌های سرمایه‌گذاری یا نهادهای بزرگ پولی و مالی وام‌های کلانی از وام دهندگان بزرگ خریداری می‌کنند. در هر معامله ای که در بازارهای ثانویه انجام می‌شود، پول نقد به جای اینکه مستقیم به حساب یک شرکت یا نهاد برود، به جیب سرمایه گذاران ریخته خواهد شد.
بازار ثانویه در مورد کالاهای رسانه ای نیز به کار می‌رود که برای فروش دوباره کالاهای رسانه است. بازار ثانویه می‌توانند داخلی هم باشد؛ مثل زمانی که یک شرکت وابستهٔ محلی سریال‌های قبلاً پخش شده را دوباره در ایستگاه خود نمایش بدهد؛ یا بازار ثانویه می‌توانند بین‌المللی باشد، مثل وقتی که استودیوها سریال‌ها را به شبکه‌هایی در کشور دیگر می‌فروشند.